# Andrés Prieto (Fußballspieler, 1928)
Andrés Rafael Prieto Urrejola (* 19. Dezember 1928 in Santiago de Chile; † 25. September 2022) war ein chilenischer Fußballspieler und -trainer. Er nahm mit der Nationalmannschaft Chiles an der Fußball-Weltmeisterschaft 1950 teil.

## Karriere

### Verein
Prieto spielte seit 1947 als Profi bei CD Universidad Católica. Mit diesem Klub gewann er 1949 den nationalen Meistertitel. Nach einem kurzen Gastspiel bei dem venezolanischen Verein Deportivo Vasco wechselte Prieto 1953 nach Spanien zu Espanyol Barcelona. Von dort kehrte er 1955 zu seinem früheren Klub Universidad Católica zurück, für den er bis 1957 spielte.

### Nationalmannschaft
Ohne zuvor ein Länderspiel bestritten zu haben, wurde Prieto für das Campeonato Sudamericano 1947 nominiert. Bei diesem Turnier bestritt er am 6. Dezember 1947 im Auftaktspiel gegen Uruguay sein erstes Spiel für die chilenische Nationalmannschaft. Auch beim Campeonato Sudamericano 1949 stand er im chilenischen Aufgebot.
Anlässlich der Weltmeisterschaft 1950 in Brasilien wurde Prieto ebenfalls für das chilenische Aufgebot berufen. Nachdem er im ersten Gruppenspiel gegen England nicht berücksichtigt worden war, kam er in den Spielen gegen Spanien und die USA zum Einsatz. Beim 5:2-Sieg gegen die US-Amerikaner erzielte er die zwischenzeitliche Führung zum 3:2. Chile schied als Gruppendritter nach der Vorrunde aus.
Beim Campeonato Sudamericano 1957 stand er nochmals im chilenischen Aufgebot. Das 2:2 am 24. März 1957 gegen Ecuador war sein letztes von 16 Länderspielen für Chile, in denen er acht Tore erzielte.

### Trainerkarriere
Nach seiner aktiven Laufbahn arbeitete Prieto als Trainer. Zwischen 1962 und 1990 trainierte er mehrere Vereine in Chile, Argentinien, Uruguay und Bolivien, darunter auch zweimal seinen alten Klub Universidad Católica. Die meisten dieser Engagements gingen nicht über zwei Spielzeiten hinaus. Mit Defensor Sporting gewann er 1976 mit der Liguilla Pre-Libertadores seinen einzigen Titel als Vereinstrainer.

## Erfolge

### Als Spieler
- Chilenischer Meister: 1949

### Als Trainer
- Liguilla Pre-Libertadores: 1976

## Persönliches
Sein jüngerer Bruder Ignacio (* 1943) war ebenfalls ein erfolgreicher Fußballprofi und chilenischer Nationalspieler.